# Kontrollierter Dialog
Der Kontrollierte Dialog ist eine Übung aus der Gruppendynamik, durch die präzises Sprechen und genaues Zuhören geübt wird. Ziel ist, in der Kommunikation mehr Verständlichkeit zu erlangen.

## Ziel
Diese Übung wird eingesetzt, um Kommunikationsstörungen deutlich zu machen und die Verständigung zu verbessern. Insbesondere geht es um die Schulung der Aufmerksamkeit und Wahrnehmung, des präzisen Ausdrucks, des genauen Zuhörens. 
In der Kommunikation mit anderen ist der Zuhörer sehr oft mit eigenen Gedanken beschäftigt, hört nur was er schon kennt oder hören will, erinnert sich an eigene Geschichten und Erlebnisse und schweift innerlich ab, beurteilt und bewertet das Gehörte, überlegt was er selbst erzählen will, legt sich schon mal eine Strategie zur Erwiderung zurecht, oder ist mit ganz anderen Dingen beschäftigt. Dabei verpasst er wesentliche Inhalte des Gesagten.
Aber auch der Sprecher ist oft unaufmerksam, drückt sich ungenau aus oder verworren, setzt Dinge voraus, die dem Zuhören noch nicht bekannt oder vertraut sind, spricht ohne Rücksicht auf das Aufnahmevermögen seines Gegenübers.
Oft wird angenommen, dass das Gesagte auch gehört und auch verstanden wurde. Das ist aber selten der Fall. Entsprechend ergeben sich daraus viele Missverständnisse und Konflikte. Die Übung zeigt, wie schwierig präzise Verständigung ist und verbessert diese.

## Ablauf
In Dreiergruppen werden die Rollen A, B und C verteilt.  A und B wählen ein Thema und sprechen dann 15 Minuten darüber. Insgesamt dauert die Übung 45 Minuten plus die Auswertung.
A beginnt mit einem Satz, am besten mit einer These.
B wiederholt in eigenen Worten das, was er verstanden hat.
A prüft, ob das Wiederholte dem entspricht, was er gemeint hat. Wenn ja, dann bestätigt er mit "richtig". Wenn B etwas vergessen oder entstellt hat, dann antwortet er mit "falsch".
B wiederholt nun nochmals in eigenen Worten das, was er von diesem ersten Satz verstanden hat.
Wenn A sich immer noch falsch verstanden fühlt, wiederholt A noch einmal die eigene Aussage.
A und B arbeiten so lange an einem Satz, bis sich A von B genau verstanden fühlt.
Erst dann darf B mit einem eigenen Satz antworten. Und A wiederholt dann diese Antwort. Evtl. wiederholt sich obiges Vorgehen solange, bis sich B verstanden fühlt.
C ist dabei Beobachter und achtet nur darauf, dass die Spielregeln eingehalten werden. Nach 15 Minuten werden die Rollen gewechselt.
(Durch kürzere Fristen lässt sich die Übung für die Beteiligten evtl. etwas spannender gestalten. Auch die Festlegung eines anerkannt strittigen Themas mit kontroversen Positionen könnte dazu beitragen.)